# 獻給阿爾吉儂的花束
《獻給阿爾吉儂的花束》（英語：Flowers for Algernon），又译作《献给阿尔吉侬的花》、《献给阿尔杰侬的花》，是美國作家丹尼爾·凱斯的一部科幻小說。该書首先於1959年以短篇形式於雜誌上刊載，獲得1960年雨果獎最佳短篇故事獎，而後於1966年改寫為長篇小說，再獲得當年度星雲獎的最佳長篇小說獎。
故事敘述一名心智障礙者查理在接受腦部手術之後，由智能障礙急遽躍升為無人可及的天才，而後又因手術副作用而衰退變回智能障礙的過程。该書特色是以查理的第一人稱觀點來敘事，遣詞用字、思維方式隨著他的心智變遷而有顯著的差異。阿爾吉儂是在查理之前接受腦部改造手術實驗的一隻白老鼠的名字。

## 改編
- 1961年美國電視劇《查理·戈登的兩個世界》（The Two Worlds of Charlie Gordon）

為CBS於1953年至1963年期間播出的單元劇影集《The United States Steel Hour》其中一集，由·羅勃遜主演，後來羅勃遜買下改拍電影版權後拍出的《落花流水春去也》，亦由他自己主演。
- 1968年电影《落花流水春去也》（Charly）

本書於1968年改編為電影，同年9月23日首映，片長103分鐘，由拉尔夫·尼尔森執導。主演的·羅勃遜以此片獲得當年度奧斯卡最佳男主角獎。
- 1969年舞台劇《獻給阿爾吉儂的花束》由大衛·羅傑斯（David Rogers）主演。
- 1978年音樂劇《獻給阿爾吉儂的花束》由大衛·羅傑斯和查爾斯·史特勞斯（英语：Charles Strouse）主演。
- 1991年廣播劇《獻給阿爾吉儂的花束》由英國BBC Radio 4播出，湯姆·考特尼主演。
- 2000年美國電視電影《獻給阿爾吉儂的花束》

2000年改編的與小說同名電視電影，由馬修·莫丁饰演查理一角。由美國CBS電視網播出。
- 2002年版日本電視劇《獻給阿爾吉儂的花束》

2002年10月由日本關西電視台改編為電視劇播出，由岡田惠和編劇，全11集。台灣由JET日本台在2003年9月播出。该劇獲得第35回日劇學院賞最佳男主角（中山裕介）、最佳編劇（岡田恵和）和最佳配樂（寺島民哉）。
- 2006年韓國電視劇《你好，上帝》

2006年由韓國KBS電視台拍攝的電視劇版本，由劉健、金玉彬、李鐘赫等人主演，全16集。
- 2006年法國電視電影《獻給阿爾吉儂的花束》（Des fleurs pour Algernon）
- 2006年現代舞《Holeulone》
- 2015年版日本電視劇《獻給阿爾吉儂的花束》

2015年4月由日本TBS電視台改編，野島伸司劇本監修、池田奈津子編劇，山下智久主演。

## 電視劇

### 2002年版
- 日本電視劇

### 2006年版
- 韓國電視劇

### 2015年版
- 日本電視劇

## 翻譯
2010年，中英劇團翻譯該小說為《天才一瞬》，由劉浩翔執導，在香港的葵青劇院演藝廳上演。

## 外部連結
- 互联网电影数据库（IMDb）上《獻給阿爾吉儂的花束》的资料（英文）